# کاریبا ۱۶۷۶
سیارک ۱۶۷۶ (به انگلیسی: 1676 Kariba، نامگذاری:1939LC) هزار و ششصد و هفتاد و ششمین سیارک کشف شده‌است که در ۱۵ ژوئن ۱۹۳۹ کشف شد.
قدر مطلق سیارک برابر ۱۲٫۷۰ است.